# Запис орах код црквице (Забрега)
Запис орах код црквице (Забрега) се налази на парцели чији је власник Општина Параћин.

## Локација
| Општина             | Параћин                                                          |
| Катастарска општина | Забрега                                                          |
| Потес               | Село                                                             |
| Координате          | 43° 56′ 07″ С; 21° 31′ 12″ И / 43.935299999999998° С; 21.5199° И |
| Надморска висина    | 270m                                                             |

## Карактеристике
Дендрометријске вредности утврђене на терену и сателитским снимцима:
| Стабло                     | Орах |
| Висина стабла              | m    |
| Обим дебла                 | m    |
| Пречник крошње             | 6m   |
| Пречник дебла              | m    |
| Висина дебла до прве гране | m    |

## База записа
Запис је у оквиру Викимедија пројекта "Запис - Свето дрво" заведен под редним бројем 0580.